# Notturno op. 55 n. 2 (Chopin)
Il Notturno op. 55 n. 2 in Mi bemolle maggiore è una composizione di Fryderyk Chopin scritta nel 1843.

## Storia
Chopin scrisse il Notturno in Mi bemolle maggiore durante l'estate del 1843, subito dopo aver composto quello in Fa minore, mentre si trovava a Nohant nella residenza estiva di George Sand. Fu un periodo ispirato per il musicista che scrisse anche le tre Mazurche op. 56 e la Berceuse in Re bemolle maggiore. Rientrato a Parigi, verso la metà di dicembre, il musicista affidò i due Notturni all'editore Breitkopf & Härtel di Lipsia per la pubblicazione, mentre l'amico Auguste Franchomme, celebre violoncellista, prese accordi con Schlesinger a Parigi; le trattative andarono però per le lunghe e i due Notturni op. 55 furono editi in Francia soltanto diversi mesi più tardi, nell'agosto 1844. Le due composizioni furono dedicate a Jane Stirling, allieva scozzese del musicista che gli fu molto vicina, soprattutto negli ultimi anni, aiutandolo anche finanziariamente.

## Analisi

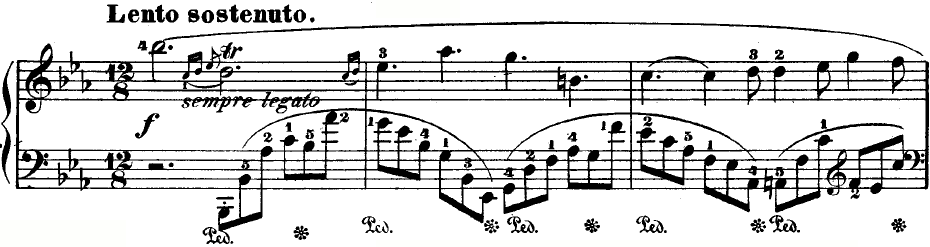
Battute iniziali del Notturno in Mi bemolle maggiore

La struttura di questo Notturno è unica nell'ambito di queste composizioni chopiniane, accomunata solo, in parte, con il primo Notturno, scritto dal musicista nel 1827, in Mi minore. Entrambi non sono quadripartiti, ma presentano due sole sezioni; iniziano poi con una melodia calma, ma intensamente lirica che è accompagnata da un continuo susseguirsi di crome della mano sinistra. Le analogie terminano qui poiché, prima del termine dell'esposizione del tema principale, appare una terza voce che si inserisce fra le due primarie e che scomparirà per poi farsi risentire più volte nel corso del Notturno creando un dialogo con la voce principale. La narrazione melodica si svolge con un andamento lento, ma non troppo pacato, secondo l'indicazione Lento sostenuto, agevolata dall'indicazione metrica tra le più lunghe possibili, 12/8. Quella che dovrebbe essere una contrapposizione tra diverse sezioni qui non esiste, la linea melodica si sviluppa infatti con un andamento quasi ondulatorio per tutta la composizione, con momentanee intensificazioni espressive sostenute da nuove variazioni ritmiche; sembra quasi un'intima meditazione che pare non avere mai fine. La mano sinistra arricchisce l'accompagnamento con modulazioni sempre diverse, creando un'armonia complessa che, unita al leggero e raffinato contrappunto delle due voci, fa di questo Notturno un'opera davvero unica, preannunciando l'imminente creazione della Berceuse 